# Suzuki e Vitara
Der Suzuki e Vitara ist ein batterieelektrisch angetriebenes Kompakt-SUV des japanischen Automobilherstellers Suzuki. Er wird im indischen Werk in Gujarat produziert.

## Geschichte
Suzuki präsentierte die Serienversion des e Vitara, das erste eigene Elektroauto, Anfang November 2024. Der Wagen soll im Oktober 2025 auf den Markt kommen. Im Rahmen einer Kooperation soll es auch als Toyota- und Daihatsu-Modell in ähnlicher Form auf den Markt gebracht werden. So wurde im Dezember 2024 mit dem Urban Cruiser der dritten Generation das Pendant Toyotas präsentiert.

## Technik
Das Fahrzeug basiert auf der sogenannten „Heartect-e“-Plattform von Suzuki. Angeboten werden zwei Lithium-Eisenphosphat-Akkumulatoren mit einer Kapazität von 49 oder 61 kWh. In Verbindung mit dem kleineren Akku ist ausschließlich Vorderradantrieb möglich. Der Elektromotor leistet dabei 106 kW (145 PS) und 189 Nm Drehmoment. Für die größere Akkuvariante ist optional auch Allradantrieb erhältlich. Vorderradangetrieben beträgt die Leistung 128 kW (174 PS) und ebenfalls 189 Nm. Bei der Allradversion steigert ein zweiter Elektromotor an der Hinterachse die Leistung auf insgesamt 135 kW (183 PS) sowie 300 Nm Drehmoment. Bei allen drei Varianten beträgt die Höchstgeschwindigkeit 150 km/h.
Der Innenraum zeigt eine gemeinsame Displayeinheit aus Instrumententafel und Infotainmentsystem. Die Fahrstufen werden durch einen Drehknopf in der Mittelkonsole ausgewählt. Daneben befinden sich Tasten für Fahrmodi und Assistenzsysteme.